# Fantaghirò (franchise)
Fantaghirò è un media franchise che ha prodotto cinque miniserie televisive di genere fantasy-fantastico andate in onda a cadenza annuale (escluso un anno) tra il 1991 e il 1996 e una serie animata del 1999. Le serie tv furono prodotte da Reteitalia, per la regia di Lamberto Bava. La serie animata venne prodotta dallo studio di animazione spagnolo BRB Internacional.
Le musiche delle serie furono scritte da Amedeo Minghi. La trama si svolge in un tipico ambiente fantasy, tra principesse, streghe, maghi e creature leggendarie. I principali interpreti sono Alessandra Martines e Kim Rossi Stuart. 

## Trama

### Fantaghirò
Fantaghirò è la più giovane delle figlie del re, al quale causa molti problemi perché vorrebbe combattere. Il re nemico, Romualdo, invita l'altro re a finire la guerra che va avanti da secoli tra i due regni, mediante un singolo duello. Ma soltanto una delle sue figlie potrà prestarsi al duello: sarà proprio Fantaghirò.

### Fantaghirò 2
Fantaghirò e Romualdo stanno per sposarsi, ma il tutto viene interrotto quando la Strega Nera rapisce il padre di Fantaghirò. La Strega ordina che Fantaghirò e Romualdo stiano alle sue regole, ma quest'ultimo non obbedisce e dichiara guerra. Quindi parte per la guerra lasciando a casa Fantaghirò che ha giurato di non riprendere in mano un'arma per il resto della sua vita. Fantaghirò però rompe la promessa, scoprendo che il piano della Strega Nera è molto più sinistro.

### Fantaghirò 3
A Tarabas, il più crudele e potente dei maghi, viene profetizzato che il suo potere sarà sconfitto dall'innocenza di un figlio di Re. Ossessionato dall'idea, ordina di rapire tutti i bambini di discendenza reale di tutto il mondo. Quando i figli delle sorelle di Fantaghirò diventano anche loro obiettivi dei rapitori, lei e Romualdo li proteggono. Accidentalmente, durante la lotta, Romualdo cade in un fiume maledetto e si trasforma in pietra. Fantaghirò capisce quindi che dovrà trovare Tarabas se vuole riportare in vita l'amato, ma lo stregone s'innamora di lei e allora aumenterà la posta in gioco.

### Fantaghirò 4
Una nube nera attraversa tutti i regni della Terra, distruggendo ogni cosa e sradicando interi castelli dal suolo. Perso il suo palazzo e tutti i suoi cari, Fantaghirò si allea col giovane principe Parsel per cercare l'origine di quel maleficio. Il suo viaggio la porta nel lontano Oriente, nel regno di Tohor, dove ritrova lo stregone Tarabas, il nemico di un tempo convertito al bene dall'amore per la bella amazzone.

### Fantaghirò 5
Fantaghirò viene catturata dalla sua eterna nemica, la Strega Nera, che vuole decapitarla per recuperare i suoi malefici poteri ed opporsi così all'orco Senzanome, un crudele pirata che viaggia da un mondo all'altro col suo galeone volante, cercando di conquistarli tutti e nutrendosi di bambini. Poco prima dell'esecuzione, Fantaghirò viene provvidenzialmente salvata dalla Pianta dei Desideri e trasferita nel Regno dell'Altrove, un mondo in cui non esistono né la violenza né le armi, ma che è appena stato attaccato proprio da Senzanome.

## Produzione
L'idea nacque ispirandosi alla fiaba popolare italiana Fanta-Ghirò, persona bella. Il regista Bava disse di essersi ispirato ai film degli anni cinquanta, alle storie di Ercole e Maciste, ma anche a Disney e a Diabolik. Inizialmente Fantaghirò doveva essere un unico film ma i costi per la produzione furono eccessivi e per questo motivo diventò una miniserie. Il primo titolo fu La Grotta dalla Rosa d'oro, scelta dettata dal fatto che la grotta in questione faceva da sfondo alle avventure della protagonista. La prima miniserie di Fantaghirò fu finita di registrare nel 1990, ma venne tenuta "congelata" per un anno intero; il suo successo decretò la richiesta di sequel.
Ogni sequel di Fantaghirò venne sviluppato in base alla scelta di Kim Rossi Stuart di ritornare o no sul set. Dopo i primi tre film infatti, l'attore espresse chiaramente di non voler più calarsi nei panni di Romualdo. Questo fu uno dei motivi per cui nacque il personaggio di Tarabas, interpretato dal modello australiano Nicholas Rogers. Per Fantaghirò 4, Stuart si rifiutò di prendere parte al film e così gli sceneggiatori dovettero creare una trama in correlazione all'assenza dell'attore. Per questa ragione, nel quarto episodio, Romualdo appare nelle sembianze di un mostro, Fiodor, a causa di un sortilegio del mago Darken. La scena finale in cui Romualdo ritorna ad avere le sue sembianze davanti allo specchio fu realizzata usando spezzoni dei precedenti capitoli.
Le miniserie vennero girate in Slovacchia e Repubblica Ceca, all'epoca costituenti lo Stato della Cecoslovacchia fino al 31 dicembre 1992, precisamente nel Castello di Bouzov, nel Castello di Pernštejn e a Lednice in Repubblica Ceca e nel Castello di Bojnice in Slovacchia.

### I sequel mai realizzati
Il finale del quinto e ultimo capitolo della saga è "aperto" e non rappresenta una vera conclusione della serie. I produttori speravano infatti in ulteriori prosiegui, che avrebbero dovuto comprendere anche un sesto e settimo capitolo; queste due miniserie non furono mai realizzate per via del vistoso calo di ascolti registrato durante la messa in onda di Fantaghirò 5 nel Natale del 1996.
Il progetto di un sequel, che si sarebbe dovuto intitolare Il ritorno di Fantaghirò, fu presentato nuovamente a Mediaset da Lamberto Bava e Gianni Romoli nel 2007 a Milano, in seguito alle continue pressioni dei fan della serie, rimasti delusi dalla fine del quinto episodio. Per il progetto avevano dato la disponibilità Alessandra Martines, Brigitte Nielsen nel ruolo della Strega Nera e Nicholas Rogers, che aveva interpretato il personaggio di Tarabas nella terza e quarta parte della saga ma il progetto non è mai andato in porto a causa delle difficoltà co-produttive e per i costi troppo alti per la sua realizzazione.

## Accoglienza
Fantaghirò ebbe un notevole successo, diventando un vero e proprio cult del genere fantasy. La sua prima messa in onda, il 22 dicembre 1991, ottenne in Italia un ascolto di oltre 6 milioni di telespettatori con uno share del 27,5%. L'intero franchise fu esportato in 48 paesi e doppiato in tedesco, inglese e francese; nei paesi anglofoni fu distribuita col titolo The Cave of the Golden Rose, mentre in Germania divenne Prinzessin Fantaghirò.

## Opere derivate
Fu prodotta anche un'altra miniserie intitolata La meravigliosa storia di Fantaghirò, un film di montaggio trasmesso in due parti il 27 e il 29 dicembre 1995 che utilizzava materiale proveniente dalle prime tre miniserie, unite tra loro. In seguito venne trasmessa anche come singolo film TV.
Il regista Lamberto Bava girò altri film per la TV sullo stile di Fantaghirò, ossia Desideria e l'anello del drago, La principessa e il povero e Sorellina e il principe del sogno, che però non riuscirono ad avere lo stesso successo della sua opera più celebre.
Negli anni '90 la scrittrice tedesca Doriana DelGallo adattò l'intera saga in tre romanzi. Il primo libro adatta la prima e la seconda miniserie, il secondo adatta la terza e la quarta miniserie e il terzo adatta la quinta miniserie. Questi libri sono inediti in Italia.
Le miniserie ispirarono anche una serie d'animazione prodotta dalla BRB Internacional intitolata appunto Fantaghirò.

## Home video
Sono stati distribuiti tutti gli episodi in formato DVD, con contenuti extra, su distribuzione Medusa Video. Sono inoltre stati distribuiti cinque cofanetti di VHS, uno per ogni film, contenente ognuno due videocassette.

## Colonna sonora
La nuova sigla di testa, Crederò, è interpretata da Amedeo Minghi e Arianna Bergamaschi ed è inclusa nel cd Il fantastico mondo di Fantaghirò, distribuito da Edel, che contiene, oltre all'inedito, i temi più significativi della celebre saga.
La colonna sonora dei vari Fantaghirò è uscita raccolta in tre CD:
- Fantaghirò (2006)
- Il fantastico mondo di Amedeo Minghi (2006)
- Il fantastico mondo di Fantaghirò (2012)